# Dendron
Dendron is een plaats (town) in de Amerikaanse staat Virginia, en valt bestuurlijk gezien onder Surry County.

## Demografie
Bij de volkstelling in 2000 werd het aantal inwoners vastgesteld op 297.
In 2006 is het aantal inwoners door het United States Census Bureau geschat op eveneens 297.

## Geografie
Volgens het United States Census Bureau beslaat de plaats een oppervlakte van
9,2 km², geheel bestaande uit land. Dendron ligt op ongeveer 22 m boven zeeniveau.

## Plaatsen in de nabije omgeving
De onderstaande figuur toont nabijgelegen plaatsen in een straal van 24 km rond Dendron.